# 카슈미르 (고양이)
카슈미르(kashmir)는 벵갈 중 장모인 고양이이다. 이 고양이는 아름답고, 우아하고, 부드럽고, 아름다운 털을 가지고 있다. 털 때문에, 이 고양이는 "카슈미르"라고 불렸는데, 이것은 부드러운 모직으로 옷을 만드는 것을 의미한다.

## 특징
고양이들은 중장모에서 장모의 털을 가지고 있고, 크기는 보통이다. 성격과 성질은 벵갈과 매우 비슷하다. 이 고양이는 활동적이고, 호기심이 많고, 자주 외출하고, 개와 같은 다른 애완동물들과 자주 어울리며, 매우 사교적인 고양이다. 이 고양이들은 물을 좋아하기 때문에 목욕하는 것을 좋아하고 종종 싱크대나 샤워기를 가지고 노는 것을 목격된다. 카슈미르는 종종 개와 같은 성격의 고양이라고 여겨진다. 왜냐하면 그들은 개처럼 몇 가지 묘기를 부리도록 훈련받을 수 있기 때문이다.
카슈미르는 보통 벵갈보다 더 조용한 고양이이다. 하지만, 상당한 에너지를 가지고 있고, 활기찬 가정에 알맞은 고양이이다.

## 같이 보기
- 벵갈 고양이